# Praporčan
Praporčan – wieś w Chorwacji, w żupanii medzimurskiej, w gminie Selnica. W 2011 roku liczyła 182 mieszkańców.